# Axel Gärtner

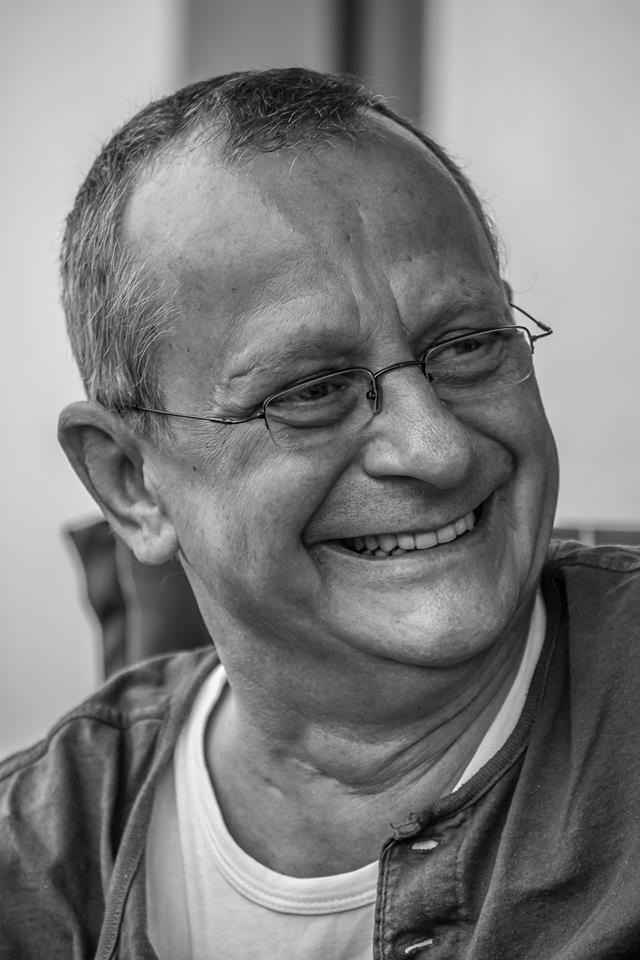
Axel Gärtner

Axel Gärtner (* 27. Juni 1956 in Halle (Saale)) ist ein deutscher Schauspieler.

## Leben
Er wuchs in Berlin auf. 
Nach dem Abschluss der 10. Klasse absolvierte er zuerst eine Lehre zum Facharbeiter für Holztechnik und im Anschluss daran eine Ausbildung zum Betonbauer. 
Bereits vor seinem Studium, währenddessen und danach spielte er in verschiedenen Filmproduktionen. 
Von 1977 bis 1981 studierte Axel Gärtner Schauspiel an der Theaterhochschule Leipzig, die damals den Namen „Hans Otto“ trug.
Seitdem arbeitet er in Halle (Saale) als Schauspieler, wo er in etwa 200 Rollen in  5000 Vorstellungen auftrat. Sein Wirkungsort, das Theater „Junge Garde“, wurde erst in „Thalia Theater (Halle)“ umbenannt und später der „Theater, Oper und Orchester GmbH Halle“ zugeordnet.

## Filmografie
- 1974: Liebe mit 16
- 1980: Der Baulöwe
- 1980: Polizeiruf 110: Der Einzelgänger
- 2003: Ankommen
- 2005: Wahrheit oder Pflicht
- 2007: My eyes
- 2008: Sonne bei Nacht
- 2009: Verpasst
- 2011: Augen zu

## Hörspiele
- 2000: Die Päpstin

## Regie
- Kabarett „Die Kiebitzensteiner“: Iss was Doc?
- Kabarett „Die Kiebitzensteiner“: Neue Kinder braucht das Land